# Marky Ramone
Marky Ramone (* 15. Juli 1952 in New York City als Marc Bell) ist ein US-amerikanischer Schlagzeuger. Einem internationalen Publikum wurde er ab 1978 bekannt als Mitglied der US-Punk-Band Ramones.

## Karriere
Marc Bell war 1971–1972 Mitglied der Band Dust, mit der er zwei Platten aufnahm. 1977 nahm er mit der New Yorker Punk-Band um Richard Hell, The Voidoids, deren Album Blank Generation auf.
Im Jahr 1978 wurde Marc Bell als Nachfolger von Schlagzeuger Tommy Ramone Mitglied der seit 1974 bestehenden Ramones und nahm, dem Band-Prinzip folgend, das Pseudonym Marky Ramone an. Mit einer Unterbrechung von 1983 bis 1987 – eigenen Angaben zufolge befand er sich in Behandlung wegen seiner Suchtproblematik – war er bis zur Auflösung der Band im Jahr 1996 ihr Schlagzeuger. Seit 2004 sind Marky und C.J. Ramone die letzten beiden noch lebenden Mitglieder der letzten Formation der Ramones.
Nach Auflösung der Ramones gründete er die Band Intruders, mit denen er 1997 das selbstbetitelte Album Marky Ramone and the Intruders herausbrachte. 1999 folgte ein zweites Album Don’t Blame Me. Nach einigen Tourneen, die sie auch nach Europa brachte, löste sich die Band wieder auf. Seit 2000 spielte er bei den Bands Buckweeds, The Speed Kings und Misfits, seit 2006 bei Osaka Popstar. Er gilt als großer Fan von Science-Fiction-Filmen der 1950er Jahre.
Einige Gastauftritte hatte Marky Ramone bei der brasilianischen Punk-Band Tequila Baby aus Porto Alegre. Unter anderem ist er auf der CD und DVD Tequila Baby & Marky Ramone Live (2006) zu hören.
Im Jahr 2007 tourte Marky Ramone mit Band durch diverse Clubs. Aktuell ist er mit seiner 2008 ins Leben gerufenen Band Marky Ramone’s Blitzkrieg auf Tournee.   Ramone diente als Vorlage einer Figur in Alan Robert’s Comic Killogy.
2015 erschien seine Autobiografie Punk Rock Blitzkrieg: My Life as a Ramone.

## Ehrungen, Auszeichnungen

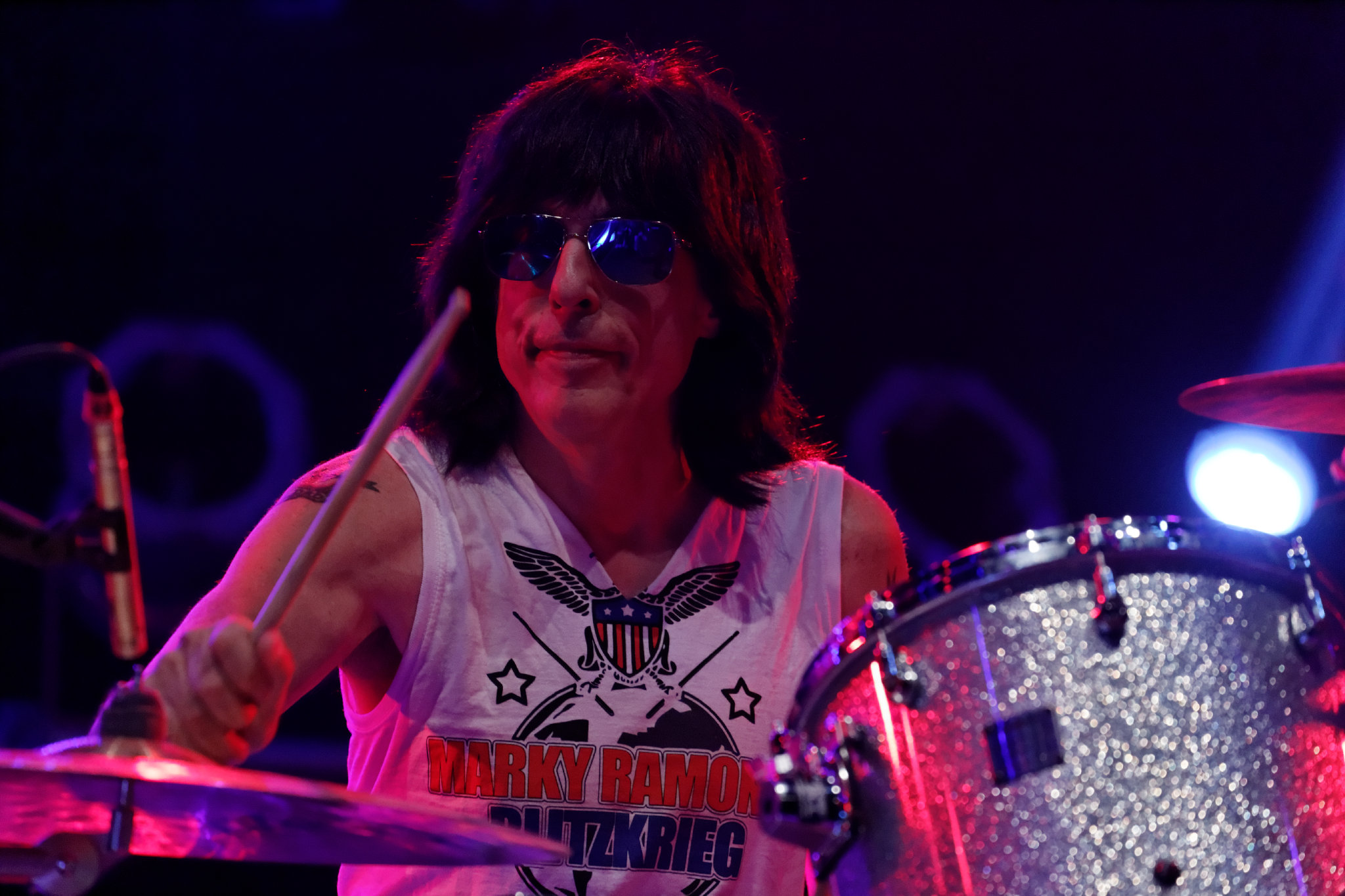
Ramone, 2013

- Im Jahr 2002 wurde Marky Ramone gemeinsam mit anderen Mitgliedern der Ramones in die Rock and Roll Hall of Fame aufgenommen.
- Für sein Lebenswerk erhielt er im Jahr 2011 – ebenfalls gemeinsam mit anderen Mitgliedern der Ramones – einen besonderen Grammy, den Lifetime Achievement Award der National Academy of Recording Arts and Sciences.